# Royal College of Physicians
Le Royal College of Physicians (en français, Collège royal de médecine) est la première institution médicale d'Angleterre à avoir reçu la distinction de « Royal Charter ». Il est fondé en 1518 et est l'une des organisations de professionnels de la médecine des plus actives. Créé sous le nom de « College of Physicians », il reçoit le titre de « royal » en 1674, par un décret du roi Henri VIII. Il s'est consacré à un large éventail d'activités répondant à son objectif global de défense et d'amélioration des normes concernant la pratique de la médecine.
Le Membership of the Royal College of Physicians (MRCP-UK) est un titre post-grade obtenu par les médecins qui ont réussi l'examen du Collège, réalisé, conjointement avec les trois autres collèges royaux du Royaume-Uni et d'Irlande, par l'intermédiaire de l'un des collèges britanniques. Depuis l'examen conjoint a été initialement mis en place avec les deux autres collèges du Royaume-Uni. L'ancienne qualification du MRCP (MRCP-Londres) a continué à être attribuée, sans examen, à un petit nombre de personnes.
Les titulaires du MRCP (UK) ont droit à devenir « membre collégial » de l'un ou l'autre des trois collèges britanniques. Les deux types de récipiendaires du MRCP peuvent être pris en compte lors de l'avancement dans l'association. Les Compagnons (Fellows, qui ont le titre de FRCP) sont élus.  
Le titre de Licencié (LRCP) était traditionnellement attribué aux médecins diplômés étrangers (en incluant les Écossais), mais au XIXe siècle a été intégré dans une très populaire qualification initiale de médecine décernée en commun avec le MRCS (UK) et le « Conjoint Board » et depuis la fin du XXe siècle est largement demandée par les diplômés étrangers. Depuis 1993, le LRCP fut décerné avec le LRCS et le LMSSA par le « United Examining Board » jusqu'à ce que cette voie de qualification soit abolie en 1999.
Le président du RCP en 2021 est Andrew Goddard.

## Histoire
Un petit groupe d'éminents médecins, dirigé par le savant et humaniste Thomas Linacre, envoya une pétition au Roi afin de pouvoir se constituer en Collège comme il en existait dans un certain nombre d'autres pays européens. Les principales fonctions du Collège, telles qu'elles furent définies dans la Charte, étaient d'accorder des licences à ceux qui étaient qualifiés et de sanctionner les praticiens non qualifiés et ceux se livrant à des pratiques inadéquates. Cela concernait les apothicaires comme les médecins. 

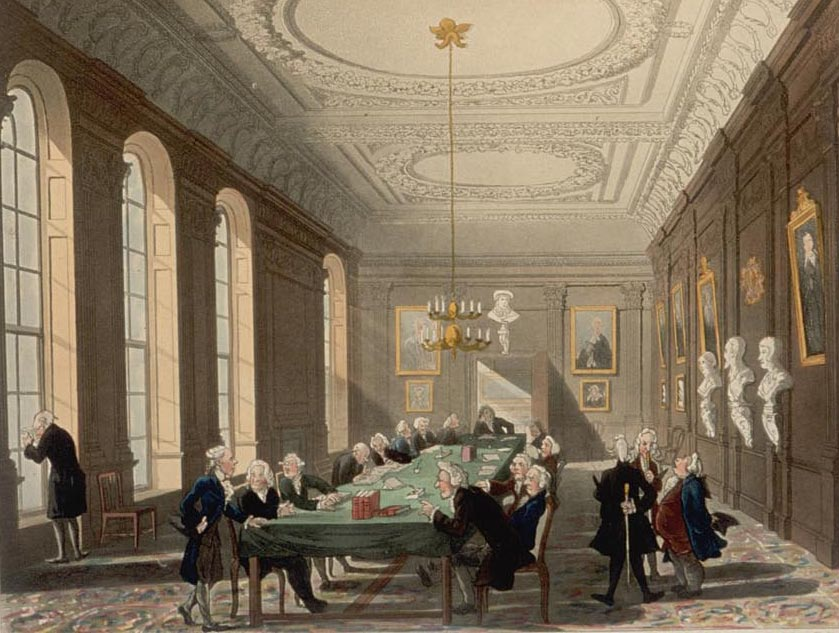
Une réunion au College of Physicians au début du XIXe siècle.

Tout au long de son histoire, le Collège a émis des avis couvrant l'ensemble des activités médicales et des questions de santé.
Les publications du collège incluent les dix premières éditions de la « London Pharmacopoeia » (Pharmacopée de Londres ), écrites en latin et utilisées comme règlementation pour la composition des médicaments à partir de 1618. Par l'intermédiaire de la police du Collège - les Censeurs-, ceci renforça le monopole du Collège sur la science médicale, avant d'être remis en cause par la en:Society of Apothecaries (société de pharmacie). Les publications comprennent également la « Nomenclature des maladies » de 1869.
Cette dernière déboucha sur la norme internationale de classification des maladies qui resta en application jusqu'à la publication de la « Classification statistique internationale des maladies et des problèmes de santé connexes » par l'Organisation mondiale de la santé.
Le Collège devient l'organisme chargé de l'octroi des autorisations pour les livres médicaux à la fin du XVIIe siècle et chercha à établir de nouvelles normes d'apprentissage au travers de son propre système d'évaluation. Cette grande tradition d'évaluation continue à ce jour[Quand ?] et est peut-être ce qui fait sa réputation auprès du grand public.

## Collections
Les collections du collège ont trait à son histoire et à celle de la profession médicale. Ces collections comprennent des portraits, de l'argenterie, des instruments médicaux, la collection Symons, des médailles commémoratives et des tables anatomiques.
La collection comprend environ 250 portraits (tableaux ou sculptures) de présidents, fellows et autres médecins associés depuis sa fondation en 1518. Elle comprend quelques pièces exceptionnelles d'artistes reconnus comme un buste de Baldwin Hamey Junior par Edward Pierce et un autre de Richard Mead par Louis-François Roubiliac.
Mais les plus intéressants sont peut-être ceux réalisés par des artistes moins connus, révélant leurs meilleurs talents, comme celui de Richard Hale par Jonathan Richardson.
L'argenterie retrace les évènements de l'histoire du collège et reflète la vie et la générosité de ses Compagnons et de ses Membres. Quelques pièces sont datées d'avant le grand incendie de Londres (1666) en raison d'un vol qui eut lieu l'année qui précéda. La cloche du pupitre de Baldwin Hamey Junior et la canne de cérémonie de William Harvey sont deux des pièces qui restent. Beaucoup d'objets en argent sont des « utilitaires » encore utilisés aujourd'hui dans les occasions officielles du Collège. Les objets spéciaux comprennent le bâton d'office du président, le caducée et la masse plaquée d'argent du collège. 
On trouve également six tables anatomiques du XVIIe siècle, probablement réalisées par séchage et montage de vaisseaux sanguins et de nerfs, prélevés sur des cadavres humains, sur des blocs de bois puis vernis. Ils auraient été utilisés comme aide à l'apprentissage de l'anatomie du fait de la difficulté d'obtenir des cadavres pour la dissection.
La collection Symon d'instruments médicaux est bien exposée dans les locaux du Collège. La collection démarra par la réunion d'objets d'auto-médication pendant l'époque georgienne et s'élargit à des articles qui auraient été utilisés par les médecins dans le traitement de leur patients, la plupart aux XVIIIe et XIXe siècles.
Les collections sont ouvertes au grand public sur rendez-vous.

## Localisation
Le RCP a son siège à St Andrews Place, à l'extrémité nord de Park Square East qui va jusqu'à l'est de Regent's Park), dans un bâtiment conçu par l'architecte Denys Lasdun en 1964. Le bâtiment est un monument classé au Royaume-Uni (grade I). L'utilisation que fit Lasdun de la mosaïque incluse dans le béton a eu une très grande influence sur la construction ultérieure d'immeubles publics.

## Publications
Le RCP publie une revue bimensuelle, Clinical Medicine (en), ainsi que des rapports, des guides cliniques et une revue annuelle Horizons in Medicine.